# Johan Christoffer von Scheiding
Johan Christoffer von Scheiding (* 1634; † 17. März 1685) war ein schwedischer Statthalter in Estland.

## Leben

### Herkunft und Familie
Johan Christoffer von Scheiding war Angehöriger des Adelsgeschlechts von Scheiding. Seine Eltern waren Philipp von Scheiding (1578–1646) und Catharina, geborene Lüher († nach 1671). Er vermählte sich 1664 in Stockholm mit Margareta Freiin Oxenstierna (1644–1712). Aus der Ehe sind drei Töchter hervorgegangen.

### Werdegang
Wegen der Verdienste des Vaters für die schwedische Krone wurde er mit seinen Geschwistern 1653 in den schwedischen Freiherrenstand erhoben und 1655 bei der Freiherrenklasse der Schwedischen Ritterschaft introduziert (Nr. 52).
Scheiding studierte seit 1554 in Uppsala. 1664 war er Bezirksleiter im Bezirk Albo in Skåne und 1666 Vizepräsident des Hofgerichts in Dorpat. Er wurde 1668 und erneut 1674 Gouverneur von Reval. 1675 hat er seinen Abschied als Gouverneur erhalten und war 1684 Landrat in Estland.
Er war zu Kegel in Harrien begütert.